# Jekatierina Galicka
Jekatierina Wiktorowna Galicka, ros. Екатерина Викторовна Галицкая (ur. 24 lutego 1987 w Rostowie nad Donem) – rosyjska lekkoatletka specjalizująca się w biegach płotkarskich i sprinterskich.
Na arenie międzynarodowej zadebiutowała w 2012, kiedy to dotarła do półfinału biegu na 60 metrów przez płotki podczas halowych mistrzostw świata w Stambule. W tym samym roku reprezentowała Rosję na igrzyskach olimpijskich w Londynie, na których osiągnęła półfinał biegu na 100 metrów przez płotki. Złota (indywidualnie) i srebrna (w sztafecie) medalistka światowych igrzysk wojskowych (2015). Jest medalistką mistrzostw kraju.

## Osiągnięcia
| Rok  | Impreza                             | Miejsce   | Konkurencja                     | Lokata     | Wynik |
| ---- | ----------------------------------- | --------- | ------------------------------- | ---------- | ----- |
| 2012 | Halowe mistrzostwa świata           | Stambuł   | bieg na 60 metrów przez płotki  | półfinał   | 8,26  |
| 2012 | Igrzyska olimpijskie                | Londyn    | bieg na 100 metrów przez płotki | półfinał   | 12,90 |
| 2014 | Halowe mistrzostwa świata           | Sopot     | bieg na 60 metrów przez płotki  | eliminacje | 8,20  |
| 2014 | Mistrzostwa Europy                  | Zurych    | bieg na 100 metrów przez płotki | eliminacje | 13,24 |
| 2015 | Mistrzostwa świata                  | Pekin     | bieg na 100 metrów przez płotki | półfinał   | DNF   |
| 2015 | Światowe wojskowe igrzyska sportowe | Mungyeong | bieg na 100 metrów przez płotki | 1. miejsce | 13,06 |
| 2015 | Światowe wojskowe igrzyska sportowe | Mungyeong | sztafeta 4 × 100 metrów         | 2. miejsce | 44,20 |

## Rekordy życiowe
- Bieg na 60 metrów (hala) – 7,57 (Petersburg, 2011)
- Bieg na 100 metrów – 11,86 (Valmiera, 2012)
- Bieg na 200 metrów – 24,08 (Soczi, 2013)
- Bieg na 60 metrów przez płotki (hala) – 8,04 (Moskwa, 2012 i Petersburg, 2014)
- Bieg na 100 metrów przez płotki – 12,78 (Czeboksary, 2012)